# 霍姆萊克鎮區 (明尼蘇達州諾曼縣)
霍姆萊克鎮區（英語：Home Lake Township）是位於美國明尼蘇達州諾曼縣的一個行政鎮區。

## 地方資料
霍姆萊克鎮區的面積為93.29平方千米，當中陸地面積為92.86平方千米，而水域面積為0.42平方千米。根據2020年美國人口普查的數據，當地共有人口107人，而人口密度為每平方千米1.15人。